# 고쿠후역
고쿠후역(일본어: 国府駅, こくふえき)은 일본 효고현 도요오카시에 있는 서일본 여객철도의 철도역이다.

## 역 구조
상대식 2면 2선 구조의 고가역으로, 교행 시설이 갖추어져 있다. 단, 역사는 존재하지 않으며 양쪽 승강장 쪽으로 연결된 계단을 통해 승강장으로 들어설 수 있다. 승강장끼리는 아래쪽으로 난 통로를 통해 연결되어 있다. 도요오카 역이 관리하는 무인역이다.

### 승강장
| 1·2 | ■ 산인 본선 | 상행 | 와다야마 · 교토 · 오사카 방면 |
| 1·2 | ■ 산인 본선 | 하행 | 도요오카 · 기노사키온센 방면  |

## 역세권 정보
- 국도 제312호선

## 역사
- 1948년 10월 13일 - 일본국유철도 산인 본선 에바라 역 ~ 도요오카 역 사이에 신설 개업.
- 1987년 4월 1일 - 민영화에 따라 서일본 여객철도의 소속이 되었다.

## 인접역
| 서일본 여객철도 산인 본선 | 서일본 여객철도 산인 본선 | 서일본 여객철도 산인 본선           |
| ------------------------- | ------------------------- | ----------------------------------- |
| 에바라 교토 방면          | ■ 산인 본선               | 도요오카 기노사키온센·하마사카 방면 |